# Pica-soques de l'Índia
El pica-soques de l'Índia (Sitta castanea) és un ocell de la família dels sítids (Sittidae).

## Hàbitat i distribució
Habita boscos i matolls a turons i terres baixes del nord, est i centre de l'Índia i sud-oest de Bangladesh.